# 보스 (라인프렌즈)
보스는 라인프렌즈에서 제작한 캐릭터이다. 성우는 토비타 노부오(일) / 이인성(한)이다. 일명 '부장' 이라 불리는 인물이며 제임스와 함께 라인프렌즈 캐릭터 중 인간형 캐릭터에 속한다.

## 개요
애니메이션 라인타운의 등장인물이기도 하며 외형은 대략 50대 가량의 중년 남자의 모습을 보이고 있다. 구세대 아저씨이지만 어딜가나 항상 다른 모습으로 나타나며 직업도 다종다양한 것으로 보인다. 
라인타운 오프라인판에서는 문이 다니는 회사의 상사로 등장하여 비중이 높다. 

## 특징
대머리 모습의 중년 남자 이미지이지만 지배인, 버스 기사, 우편 배달부 등 다양한 모습으로 등장하여 젊은이들 못지않은 열정을 보이는듯 하다.  
제임스가 청년의 이미지를 가진 것과는 다르게 이쪽은 중년의 이미지가 짙다.